# Madžid Šošić
Madžid Šošić, né le 12 août 2002 à Bugojno, est un footballeur internationl bosnien qui joue au poste de milieu offensif au Hajduk Split.

## Biographie

### Carrière en club
Né à Bugojno en Bosnie-Herzégovine, Madžid Šošić est formé par le Željezničar Sarajevo, club du championnat de Bosnie-Herzégovine avec lequel il s'illustre en équipes de jeunes, remportant plusieurs championnats nationaux juniors.
En 2020, alors qu'il est suivi par le VfB Stuttgart,, il signe finalement son premier contrat professionnel au Hajduk Split, qui joue le championnat de Croatie,.
S'illustrant d'abord en équipes de jeunes et avec la reserve qui joue en Prva NL,, il est ensuite prêté au Zrinjski Mostar de retour dans son pays, pour la saison 2021-22, néanmoins coupée courte après une rupture du ligament croisé en septembre,. Šošić est tout de même sacré champion de Bosnie-Herzégovine à l'issue de cette saison.
Prêté au NK Radomlje en Slovénie, lors d'une saison 2022-23 cette fois réussie pour le jeune joueur,, il renouvelle ensuite son contrat avec le Hajduk Split pour 3 ans,,.
Il intègre dans la foulée l'équipe première du Hajduk Split lors de la pré-saison 2023-24,.

### Carrière en sélection
Madžid Šošić est convoqué pour la première fois avec l'équipe de Bosnie-Herzégovine des moins de 17 ans en 2019,.
Passant également par l'équipe de Bosnie-Herzégovine des moins de 19 ans, Šošić est ensuite international espoirs avec la Bosnie-Herzégovine.

## Palmarès
Zrinjski Mostar
- Championnat de Bosnie-Herzégovine de football
  - Champion en 2021-22